# Qualificazioni al campionato europeo di pallanuoto maschile 2006
Le qualificazioni al campionato europeo di pallanuoto maschile del 2006 hanno visto la partecipazione di 12 squadre suddivise in tre gironi. I gironi si sono disputati nell'aprile 2006 in gara unica con una diversa sede per ciascuno.
Erano già ammesse di diritto al campionato la Serbia, in quanto paese ospitante e campione in carica, e le squadre classificate nei primi sei posti dell'Europeo 2003 (Croazia, Ungheria, Russia, Spagna e Germania). Le ultime sei hanno affrontato queste qualificazioni contro le prime sei classificate dell'Europeo B 2004.
Si sono qualificate le prime due di ogni gruppo.

## Gruppo A
- Kranj,  Slovenia
- 7 aprile

| Slovenia   | 9 – 7  | Francia |
| Slovacchia | 15 – 4 | Malta   |

- 8 aprile

| Slovacchia | 11 – 10 | Francia |
| Slovenia   | 10 – 6  | Malta   |

- 9 aprile

| Francia  | 16 – 7 | Malta      |
| Slovenia | 10 – 6 | Slovacchia |

|    | Squadra    | Punti | G | V | N | P | GF | GS | DR  |
| -- | ---------- | ----- | - | - | - | - | -- | -- | --- |
| 1. | Slovenia   | 6     | 3 | 3 | 0 | 0 | 29 | 19 | +10 |
| 2. | Slovacchia | 4     | 3 | 2 | 0 | 1 | 32 | 24 | +8  |
| 3. | Francia    | 2     | 3 | 1 | 0 | 2 | 33 | 27 | +6  |
| 4. | Malta      | 0     | 3 | 0 | 0 | 3 | 17 | 41 | -24 |

## Gruppo B
- Eindhoven,  Paesi Bassi
- 7 aprile

| Grecia      | 25 – 7 | Moldavia |
| Paesi Bassi | 14 – 8 | Polonia  |

- 8 aprile

| Paesi Bassi | 17 – 3 | Moldavia |
| Grecia      | 19 – 4 | Polonia  |

- 9 aprile

| Polonia | 13 – 10 | Moldavia    |
| Grecia  | 9 – 7   | Paesi Bassi |

|    | Squadra     | Punti | G | V | N | P | GF | GS | DR  |
| -- | ----------- | ----- | - | - | - | - | -- | -- | --- |
| 1. | Grecia      | 6     | 3 | 3 | 0 | 0 | 53 | 18 | +35 |
| 2. | Paesi Bassi | 4     | 3 | 2 | 0 | 1 | 38 | 20 | +18 |
| 3. | Polonia     | 2     | 3 | 1 | 0 | 2 | 25 | 43 | -18 |
| 4. | Moldavia    | 0     | 3 | 0 | 0 | 3 | 20 | 55 | -35 |

## Gruppo C
- Imperia,  Italia
- 7 aprile

| Italia  | 12 – 5 | Romania     |
| Turchia | 8 – 2  | Bielorussia |

- 8 aprile

| Romania | 18 – 4 | Bielorussia |
| Italia  | 19 – 3 | Turchia     |

- 9 aprile

| Romania | 12 – 5 | Turchia     |
| Italia  | 23 – 0 | Bielorussia |

|    | Squadra     | Punti | G | V | N | P | GF | GS | DR  |
| -- | ----------- | ----- | - | - | - | - | -- | -- | --- |
| 1. | Italia      | 6     | 3 | 3 | 0 | 0 | 54 | 8  | +46 |
| 2. | Romania     | 4     | 3 | 2 | 0 | 1 | 35 | 21 | +14 |
| 3. | Turchia     | 2     | 3 | 1 | 0 | 2 | 16 | 33 | -17 |
| 4. | Bielorussia | 0     | 3 | 0 | 0 | 3 | 6  | 49 | -43 |

## Fonti
- (EN) Todor66.com - Sport statistics Archive, su todor66.com. URL consultato il 25 gennaio 2011 (archiviato dall'url originale il 13 febbraio 2016).